# Alaksandr Rabuszenka
Alaksandr Swiatasławawicz Rabuszenka (biał. Аляксандр Святаслававіч Рабушэнка, ros. Александр Святославович Рябушенко, ur. 12 października 1995 w Mińsku) – białoruski kolarz szosowy. Olimpijczyk (2020).
Jego ojciec, Swiatosław Riabuszenko, również był kolarzem.

## Osiągnięcia
Opracowano na podstawie:

2013
- 1. miejsce w klasyfikacji górskiej Trophée Centre Morbihan
- 2. miejsce w Trofeo Buffoni
- 1. miejsce na 3. etapie Giro di Basilicata

2014
- 3. miejsce w mistrzostwach Białorusi U23 (jazda indywidualna na czas)

2015
- 2. miejsce w mistrzostwach Białorusi U23 (start wspólny)

2016
- 3. miejsce w GP Capodarco
- 1. miejsce w mistrzostwach Europy U23 (start wspólny)

2017
- 3. miejsce w Trofeo Banca Popolare di Vicenza
- 3. miejsce w Trofeo Edil C
- 1. miejsce w Giro del Belvedere
- 3. miejsce w Gran Premio della Liberazione
- 1. miejsce w klasyfikacji punktowej Toscana Terra di Ciclismo Eroica
  - 1. miejsce na etapie 1b
- 2. miejsce w Trofeo Alcide Degasperi
- 1. miejsce na 2. etapie Giro Ciclistico d’Italia
- 3. miejsce w mistrzostwach Białorusi (start wspólny)
- 1. miejsce w Piccolo Giro di Lombardia

2019
- 2. miejsce w Gran Premio Città di Lugano
- 1. miejsce w Coppa Agostoni

2020
- 2. miejsce w mistrzostwach Białorusi (start wspólny)
- 3. miejsce w Memorial Marco Pantani
- 3. miejsce w Coppa Sabatini

## Rankingi
| Rok             | 2014 | 2015 | 2016 | 2017 | 2018 | 2019 | 2020 | 2021  | 2022  | 2023  |
| --------------- | ---- | ---- | ---- | ---- | ---- | ---- | ---- | ----- | ----- | ----- |
| UCI World Tour  |      |      | -    | -    | 232. |      |      |       |       |       |
| World Ranking   |      |      | 520. | 377. | 780. | 185. | 132. | 1075. | 2141. | 2391. |
| UCI Europe Tour | 859. | 884. | 297. | 189. | 897. | 152. | 108. | 797.  | 1346. | -     |
| UCI Asia Tour   | -    | -    | -    | -    | 593. |      |      |       |       |       |
|                 |      |      |      |      |      |      |      |       |       |       |
| Źródło: UCI     |      |      |      |      |      |      |      |       |       |       |